# CEN

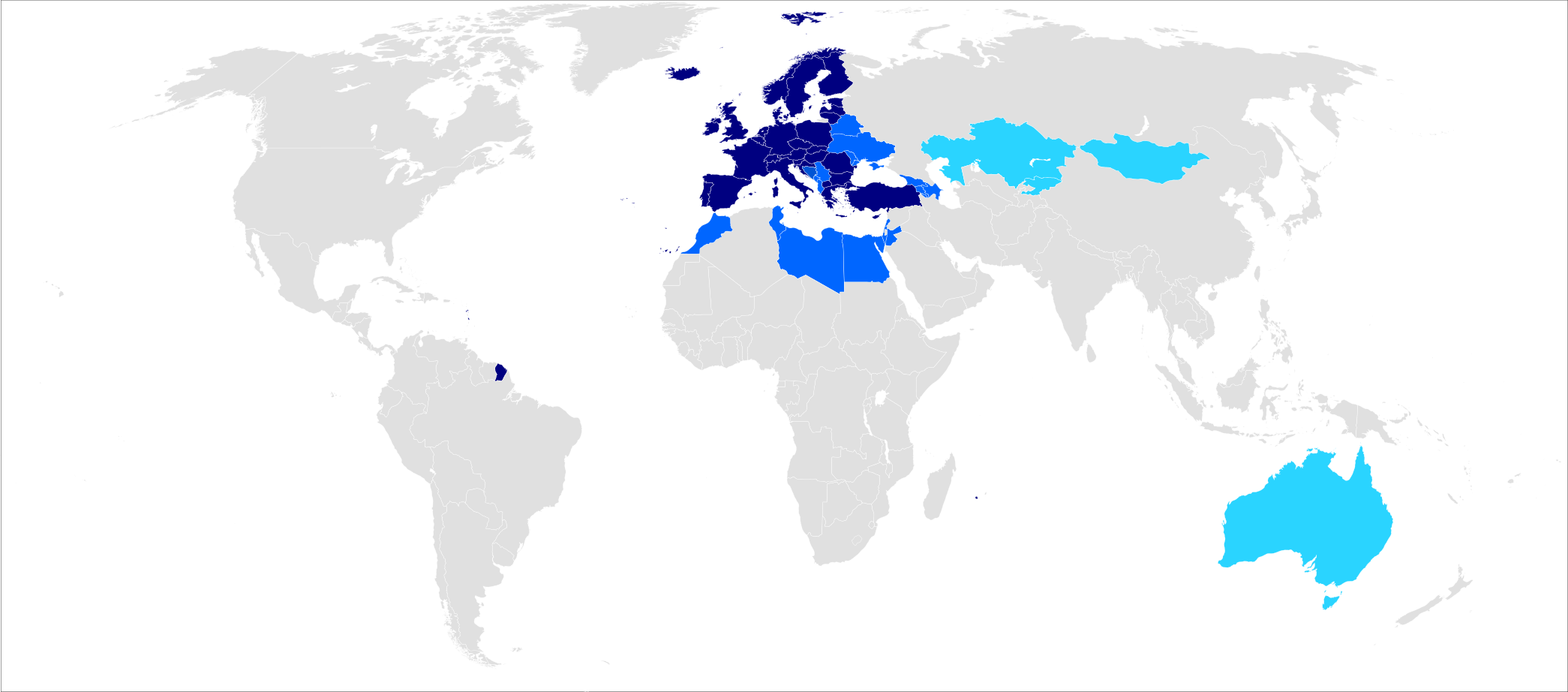
Leden van CEN, geassocieerde leden, en partners in standaardisering

CEN (Frans: Comité Européen de Normalisation, Engels: European Committee for Standardization) is een standaardiseringsorganisatie opgericht in 1961 door de nationale standaardiseringscomités in de Europese Economische Gemeenschap en de Europese Vrijhandelsassociatie. De normen van het CEN staan bekend als Europese Norm (EN).
Tegenwoordig draagt CEN bij tot de doelstellingen van de Europese Unie en de Europese Economische Ruimte met vrijwillige technische standaarden (EN-standaarden) die vrijhandel, de veiligheid van werknemers en consumenten, interoperabiliteit van netwerken, milieubescherming, uitvoering van Onderzoek & Ontwikkelingsprogramma's en publieke bemiddeling promoten.
Gelijkaardige standaardiseringsorganisaties in Europa zijn CENELEC (elektrotechnisch) en Europees Telecommunicatie en Standaardisatie Instituut.